# Сарычевы
Сарычевы — русский нетитулованный дворянский род. Внесён в Родословную книгу Дворянского Депутатского собрания Санкт-Петербургской губернии.
Род прославился, как военно-морская династия — почти все его представители служили офицерами Российского императорского флота, и многие из них достигли генеральских и адмиральских чинов на этом поприще.

## Персоналии
- Сарычев, Андрей (умер около 1778 года) — прапорщик морских батальонов в Кронштадте. Первый известный представитель рода. Имел вотчину с 5 душами крепостных в Севском уезде Орловской губернии[1].
∞Мавра Афанасьевна (скончалась 21 сентября 1812 года)[2]. У них было семеро детей, однако история сохранила имена лишь троих:
  - Сарычев, Алексей Андреевич (1760—1827) — вице-адмирал, командующий Черноморской эскадрой, сенатор. Его дети:
    - Сарычев, Василий Алексеевич (1790—1830) — подполковник, командир кондукторских рот учебного морского рабочего экипажа.
∞Наталия Илларионовна, урождённая Философова (1796—1878). Их дети:
      - Оде-де-Сион, Анна Васильевна (1821—1871) — с конца 1860-х годов — начальница Института благородных девиц в Оренбурге.
∞Оде-де-Сион, Александр Карлович (1816—1857).
      - Сарычев, Фёдор Васильевич (1824—1884)— контр-адмирал, участник Крымской войны, управляющий двором его императорского высочества Константина Николаевича.
∞Мария Александровна, урожденная фон Рейц, (1840—1902). Их дети:
        - Сарычев, Владимир Фёдорович (1859—1924) — генерал-лейтенант флота, последний командир крейсера «Боярин», погибшего во время Русско-японской войны.
∞Неизвестно (ум. после 1924 года).
          - Неизвестная дочь (ум. после 1924 года).

        - Сарычева, Наталия Фёдоровна родилась в 1863 году в Варшаве. Дальнейшая судьба неизвестна.
        - фон Бок, Анна Фёдоровна, урождённая Сарычева (1865—?).
∞Вольдемар Роберт Аксель фон Бок (нем. Woldemar Robert Axel von Bock, 1859—1937) — дерптский окуружной маршал.
        - Сарычев, Константин Фёдорович (1875[3]—?).

      - Зенкович, Пелагея Васильевна, урождённая Сарычева.
∞Зенкович, Гавриил Фомич — инженер-статский советник. Их бездетные и незамужние дочери Наталья (умерла около 1901 года) и Анна (умерла в 1910-х годах) были последними владелицами имения Краевщина — части родового поместья Голенищевых-Кутузовых Горошки, выкупленной у владельцев.
      - Сарычев, Илларион Васильевич — в 1852 году вместе с братом Фёдором служил лейтенантом в Черноморском флоте[4]. Позднее дослужился до чина капитан 2-го ранга.
      - Баронесса Клодт фон Юргенсбург, Екатерина Васильевна, урождённая Сарычева (1829—1904).
∞Барон Борис Карлович Клодт фон Юргенсбург (1817—1863), последний[5] городничий Новой Ладоги.
      - Сарычев, Алексей Васильевич — в 1852 году поручик Апшеронского пехотного полка отдельного Кавказского корпуса[4].
      - Сарычева, Варвара Васильевна — в 1852 году незамужняя девица[4], дальнейшая судьба неизвестна.

    - Сарычев, Александр Алексеевич (1798—1826) — лейтенант, командир канонерской лодки № 20 в финских шхерах.
    - Сарычев, Гавриил Алексеевич — генерал-майор с 1859 года.
    - Сарычева, Александра Алексеевна (1794—?) — в 1812 году окончила Смольный институт.
    - Сарычева, Надежда Алексеевна — (ок.1811—1869) выпускница Смольного института.
    - Сарычева, Любовь Алексеевна — в 1815 году окончила Смольный институт с шифром.
    - Ещё одна дочь, имени которой история не сохранила.

  - Сарычев, Гавриил Андреевич (1763—1831) — русский адмирал полярный исследователь, гидрограф, государственный деятель. Владелец имения в Новоладожском уезде на реке Паше.
∞Анастасия Васильевна, урождённая Мецкевич (около 1776—1846). Их дети:
    - Нелидова, Елизавета Гаврииловна, урождённая Сарычева (1809—1846).
∞Нелидов, Фёдор Александрович (?—1845) — генерал-майор.
    - Сарычев, Алексей Гаврилович — новоладожский помещик.
∞Прасковья Илларионовна, урождённая Философова, сестра упомятнутой выше Наталии Илларионовны Сарычевой.
    - Богданова, Екатерина Гаврииловна (1811—1855)
∞Сергей Иванович Богданов — статский советник.

  - Безобразова, Любовь Андреевна, урождённая Сарычева.
∞Безобразов.

## Вероятные основатели рода
В документах XVI—XVII вв., так называемых «Синодиках», встречаются упоминания персон, которые могли быть предками Сарычевых:
- Тимофей Сарычев — в «Синодике по убиенным во брани», в списке козловских детей боярских, погибших 30 апреля (10 мая) 1643 года в битве с татарами и черкесами в верховьях реки Самовец[6].
- некий Сарыч — в «Синодике опальных», в списке дворян, казнёных опричниками в 1570 году по новгородскому «делу»[7].

Никаких свидетельств, подтверждающих связь данных персон с родом Сарычевых, пока не обнаружено.